# ダスティン・モズリー
ダスティン・アーロン・モズリー（Dustin Aaron Moseley, 1981年12月26日 - ）は、アメリカ合衆国・アーカンソー州テクサーカナ出身のプロ野球選手（投手）。右投右打。現在は、MLBのマイアミ・マーリンズ傘下に所属している。

## 経歴

### プロ入りとマイナー時代
2000年のMLBドラフトでシンシナティ・レッズから1巡目（全体34位）指名され入団。

### エンゼルス時代
2004年オフにラモン・オルティズとのトレードでロサンゼルス・エンゼルス・オブ・アナハイムへ移籍した。
2006年7月11日に先発投手としてメジャーデビューし勝利している。
2007年は、開幕前にバートロ・コローンとジェレッド・ウィーバーが揃ってDL入りしたため先発ローテーションに入った。ウィーバー復帰後は、リリーフに配置転換された。この年、尺骨神経の手術を受けた。
2009年オフにFAとなった。

### ヤンキース時代
2010年2月17日にニューヨーク・ヤンキースとマイナー契約と結んだ。開幕を傘下AAA級スクラントン・ウィルクスバリ・ヤンキースで迎えた。7月2日にメジャー昇格を果たした。オフに、ノーテンダーFAとなった。

### パドレス時代
2010年12月13日にサンディエゴ・パドレスと1年契約を結んだ。
2012年オフにFAとなった。

### マーリンズ傘下時代
2013年8月にマイアミ・マーリンズとマイナー契約を結んだ。傘下のAAA級ニューオーリンズ・ゼファーズで6試合に先発した後、DL入りした。